# Orbaneja Riopico
Orbaneja Riopico es un municipio y localidad española de la provincia de Burgos, en la comunidad autónoma de Castilla y León, comarca de Alfoz de Burgos. Además de la cabecera, el municipio también comprende la localidad de Quintanilla-Riopico. Cuenta con una población de 350 habitantes (INE 2024).

## Toponimia
Según el lingüista E. Bascuas, el topónimo Orbaneja procedería de un tema hidronímico paleoeuropeo *orw-, derivado de la raíz indoeuropea *er- 'fluir, moverse', con significado hidronímico.

## Historia
Lugar que formaba parte del Alfoz y Jurisdicción de Burgos en el partido de Burgos, uno de los catorce que formaban la Intendencia de Burgos durante el periodo comprendido entre 1785 y 1833, tal como se recoge en el Censo de Floridablanca de 1787. Tenía jurisdicción de abadengo dependiente del Monasterio de San Pedro de Cardeña que nombraba alcalde pedáneo.

## Demografía
Orbaneja Riopico cuenta con una población de 350 habitantes (INE 2024).
| Gráfica de evolución demográfica de Orbaneja Riopico entre 1842 y 2021 |
| |
| Población de derecho según los censos de población del INE Población de hecho según los censos de población del INEEntre el censo de 1857 y el anterior, crece el término del municipio porque incorpora a Quintanilla Riopico. |

## Administración y política

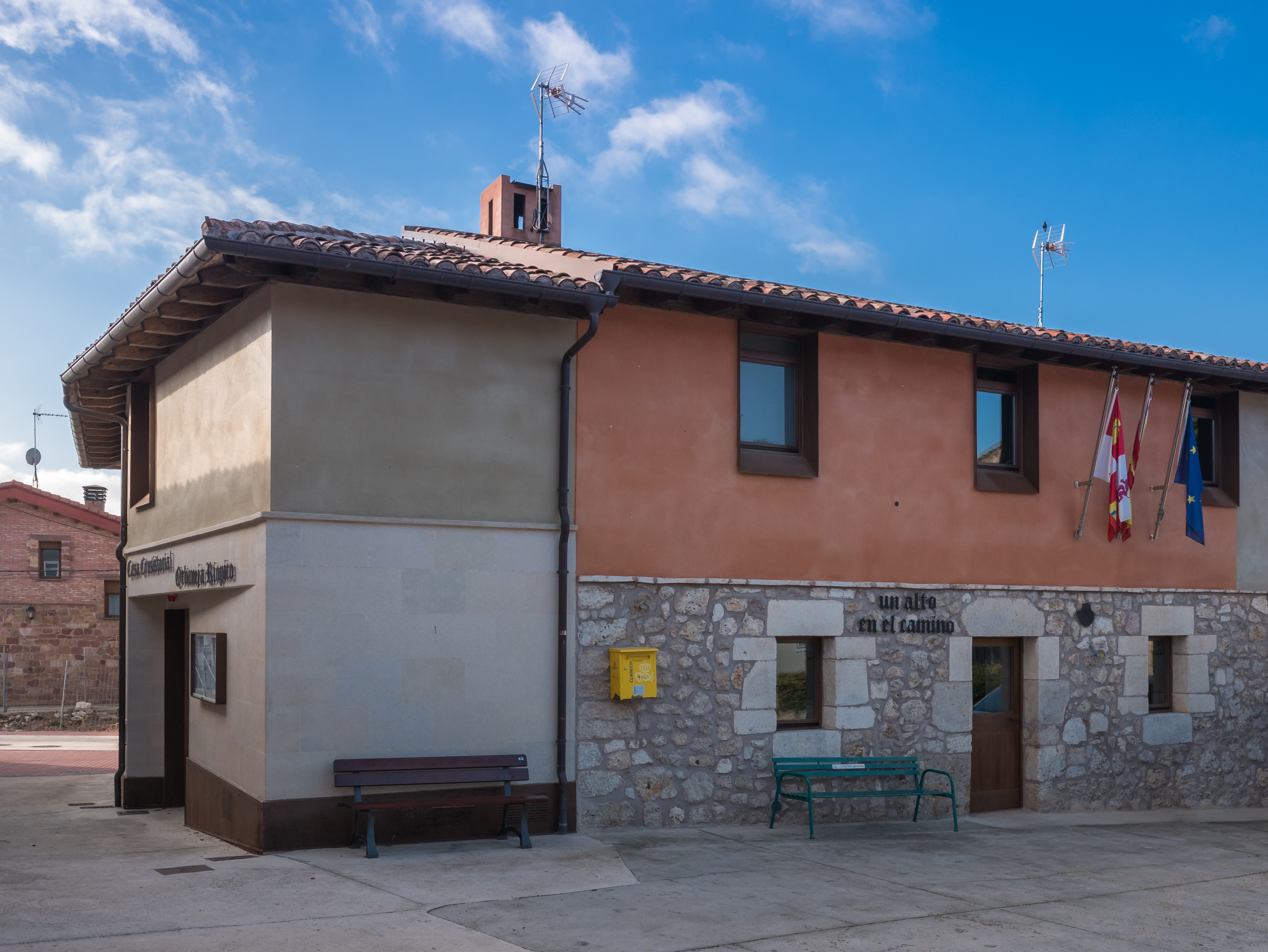
Casa consistorial

### Urbanismo
Plan Regional de Ámbito Territorial del complejo de Actividades Económicas de Burgos-Riopico. La finalidad es constituir una gran área logística-empresarial e industrial para la ciudad de Burgos y su entorno territorial inmediato, encuentra en estos planes la figura adecuada para su ordenación integrada, con incidencia territorial directa sobre los términos municipales de Burgos, Orbaneja Riopico, Cardeñajimeno y Rubena.
El Ayuntamiento de Orbaneja interpuso recurso contencioso-administrativo contra el Decreto de la Junta de Castilla y León que legitimó el Plan Regional con resultado favorable en la sentencia dictada el 23 de septiembre de 2010. La Junta de Castilla y León deberá iniciar toda la tramitación, debiendo contar con informe favorable de la Dirección General de Aviación Civil ya que la ordenación propuesta afecta al aeropuerto de Burgos.

## Cultura

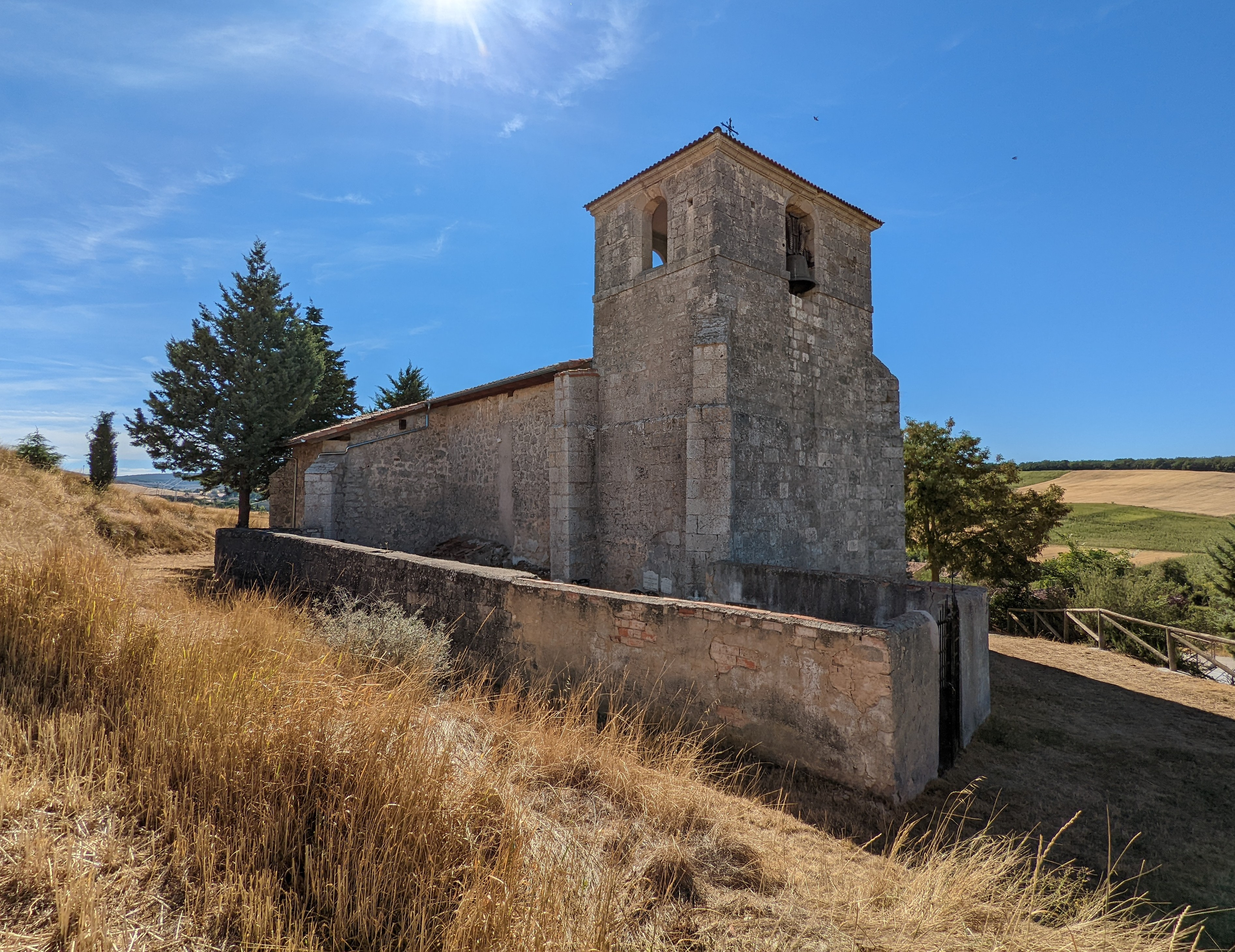
Iglesia de San Millán Abad

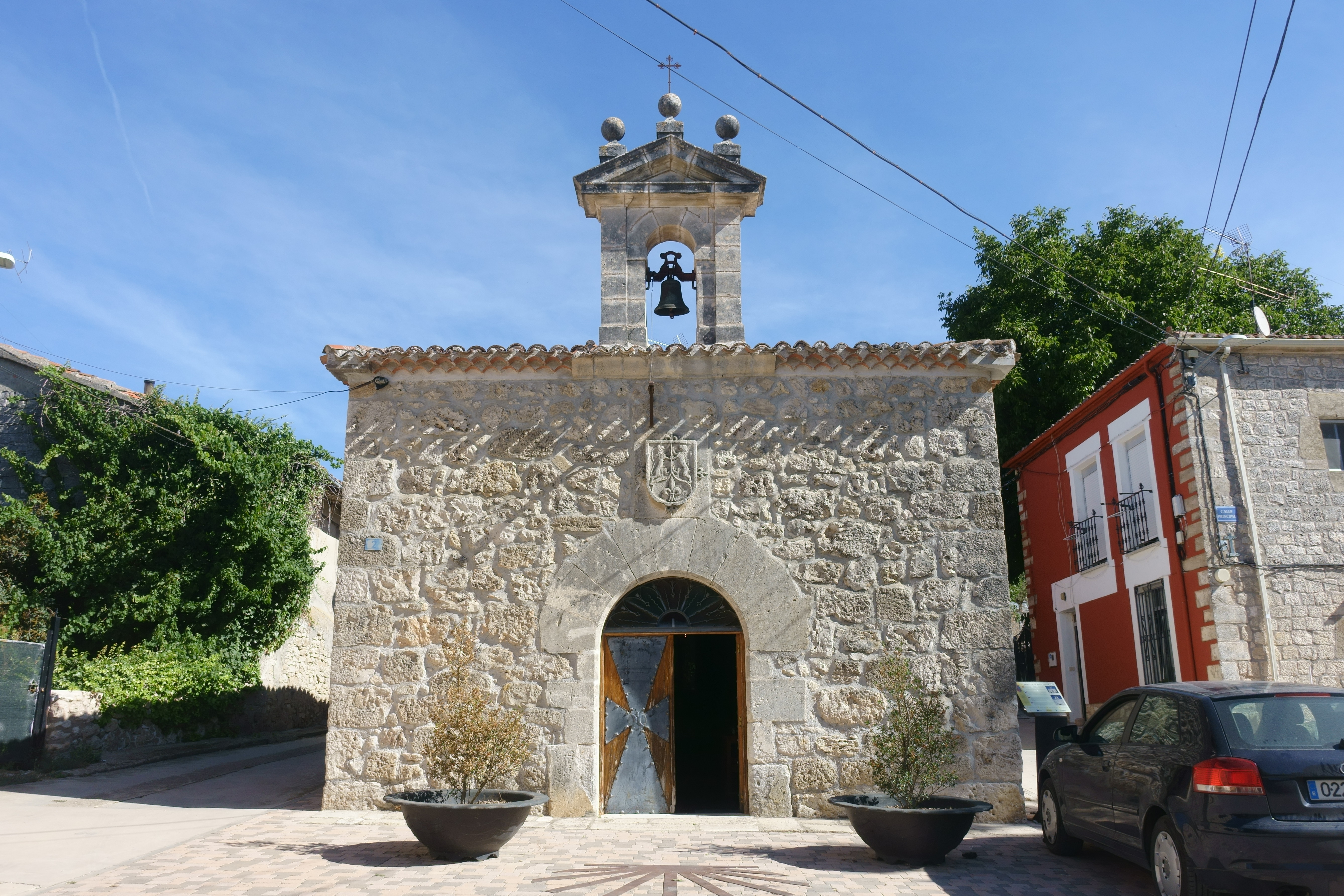
Ermita de la Inmaculada

### Patrimonio
La iglesia parroquial de San Millán Abad está situada en el cerro, al lateral del casco urbano. Planta de una nave de forma rectangular de cinco tramos, denotados al exterior por contrafuertes diagonales en esquinas.
Portada lateral con arco ligeramente apuntado, bajo pórtico cerrado con reja, fechada en 1877.
Torre a los pies de la nave con un hueco para campanario que data del siglo XVII. 
Cementerio adosado a lateral posterior. Fábrica de sillería y mampostería.

### Fiestas y costumbres
Fiestas de San Millán Abad, que se celebran durante el último fin de semana de mayo.
Conmemoración de la Virgen del Carmen (16 de julio), cuya cofradía está formada por vecinas de la localidad.